# Raphael Dwamena
Raphael Dwamena (Nkawkaw, Ghana, 12 de septiembre de 1995-Rrogozhinë, Albania, 11 de noviembre de 2023) fue un futbolista ghanés. Jugó hasta su fallecimiento como delantero en el K. S. Egnatia de la Superliga de Albania.

## Trayectoria

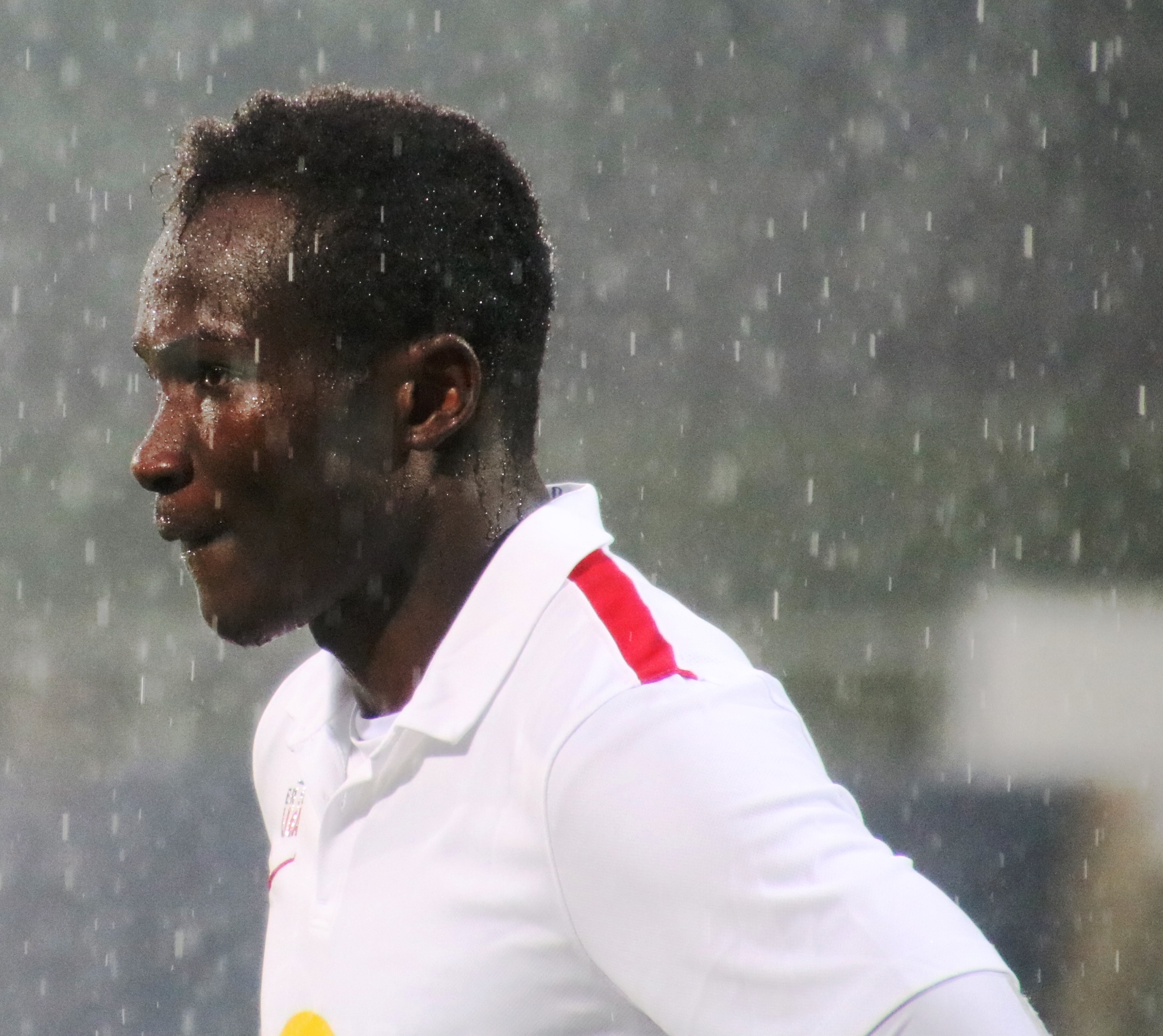
Dwamena durante un partido en 2016.

Criado en la cantera del Red Bull Salzburgo, con el que nunca llegó a debutar pues estuvo dos temporadas cedido al F. C. Liefering para luego fichar por el Austria Lustenau. 
Durante la temporada 2017-18 juega en las filas del Zürich, en el que materializó 25 tantos en 56 partidos disputados.
En verano de 2018 firmó hasta 2022 con el Levante U. D. y llegaría con la vitola de ser la mayor inversión realizada por un futbolista en el Levante tras el pago de 6'2 millones de euros.
En julio de 2019, tras completar una temporada discreta en Primera División, el delantero ghanés fue cedido al Real Zaragoza de la Segunda División de España durante una temporada sin opción a compra, tendría un salario de 600 000 euros brutos, lo que le convertiría de largo en el mejor pagado de la plantilla.
En agosto del año 2020 firmó con el Vejle Boldklub danés, pero finalmente se le apartó del club debido a que el seguimiento médico al que fue sometido así lo dictó.
El 25 de junio de 2021 fichó por el F. C. Blau-Weiß Linz austriaco.
En agosto de 2022 le llegó una nueva oportunidad de seguir jugando a fútbol después de fichar por el B. S. C. Old Boys, equipo que militaba en la 2. Liga Interregional.
En diciembre de 2022 fichó por el equipo albanés del K.S. Egnatia.

## Problemas cardiacos y fallecimiento

### Antecedentes
En 2017 se le detectó un problema cardíaco que le dificultaría la práctica del fútbol, pero le encontró remedio y siguió jugando. Sin embargo, tras nuevos reconocimientos realizados en octubre de 2019, los médicos le recomendaron la retirada inmediata.En su instancia en el Zaragoza en el año 2020, le instalaron un desfibrilador automático implantable, sin embargo, el ghanés se lo quitó en 2022, firmando un documento en el que exculpaba a los médicos de cualquier riesgo, incluso de muerte, que pudiera provocarle un futuro episodio cardíaco.
En 2021, mientras que estaba de suplente en el partido de Copa que enfrentaba al FC Blau-Weiß Linz contra el TSV Hartberg, sufrió otro desvanecimiento. A pesar de que días después insistió en seguir su carrera profesional, el equipo rescindió su contrato en el parón invernal.

### Fallecimiento
El 11 de noviembre de 2023, Dwamena falleció en pleno partido de futbol en encuentro del Egnatia frente al Partizán tras desplomarse en el terreno de juego.

## Selección nacional
Fue internacional con la selección de fútbol de Ghana en ocho ocasiones.

## Clubes
| Club                      | País      | Año       | Partidos (goles) |
| ------------------------- | --------- | --------- | ---------------- |
| Ultimate Soccer Academy   | Ghana     | 2011-2014 |                  |
| Red Bull Salzburgo sub-18 | Austria   | 2014-2016 | 0 (0)            |
| F. C. Liefering (cedido)  | Austria   | 2014-2016 | 27 (6)           |
| S. C. Austria Lustenau    | Austria   | 2016-2017 | 22 (21)          |
| F. C. Zürich              | Suiza     | 2017-2018 | 56 (25)          |
| Levante U. D.             | España    | 2018-2020 | 15 (1)           |
| Real Zaragoza (cesión)    | España    | 2019-2020 | 9 (2)            |
| Vejle Boldklub            | Dinamarca | 2020-2021 | 6 (2)            |
| F. C. Blau-Weiß Linz      | Austria   | 2021      | 3 (0)            |
| B. S. C. Old Boys         | Suiza     | 2022      | 11 (8)           |
| K. S. Egnatia             | Albania   | 2023      | 37 (24)          |

## Palmarés

### Campeonatos nacionales
| Título           | Club          | País    | Año  |
| ---------------- | ------------- | ------- | ---- |
| Challenge League | F. C. Zúrich  | Suiza   | 2017 |
| Copa de Albania  | K. S. Egnatia | Albania | 2023 |